# Сток (Радинський повіт)
Сток (пол. Stok) — село в Польщі, у гміні Улян-Майорат Радинського повіту Люблінського воєводства.
Населення — 635 осіб (2011).
У 1975-1998 роках село належало до Білопідляського воєводства.

## Демографія
Демографічна структура станом на 31 березня 2011 року:
|          | Загалом | Допрацездатний вік | Працездатний вік | Постпрацездатний вік |
| -------- | ------- | ------------------ | ---------------- | -------------------- |
| Чоловіки | 329     | 66                 | 218              | 45                   |
| Жінки    | 306     | 60                 | 169              | 77                   |
| Разом    | 635     | 126                | 387              | 122                  |